# AutoCAD
AutoCAD（歐特電腦輔助設計）是由美國歐特克公司为電腦上應用電腦輔助設計技術而开发的繪圖程序軟體包，現已經成為國際上廣為流行的繪圖工具。該軟體推廣的.dwg文件格式成為二維繪圖的常用標準格式。

## 介绍

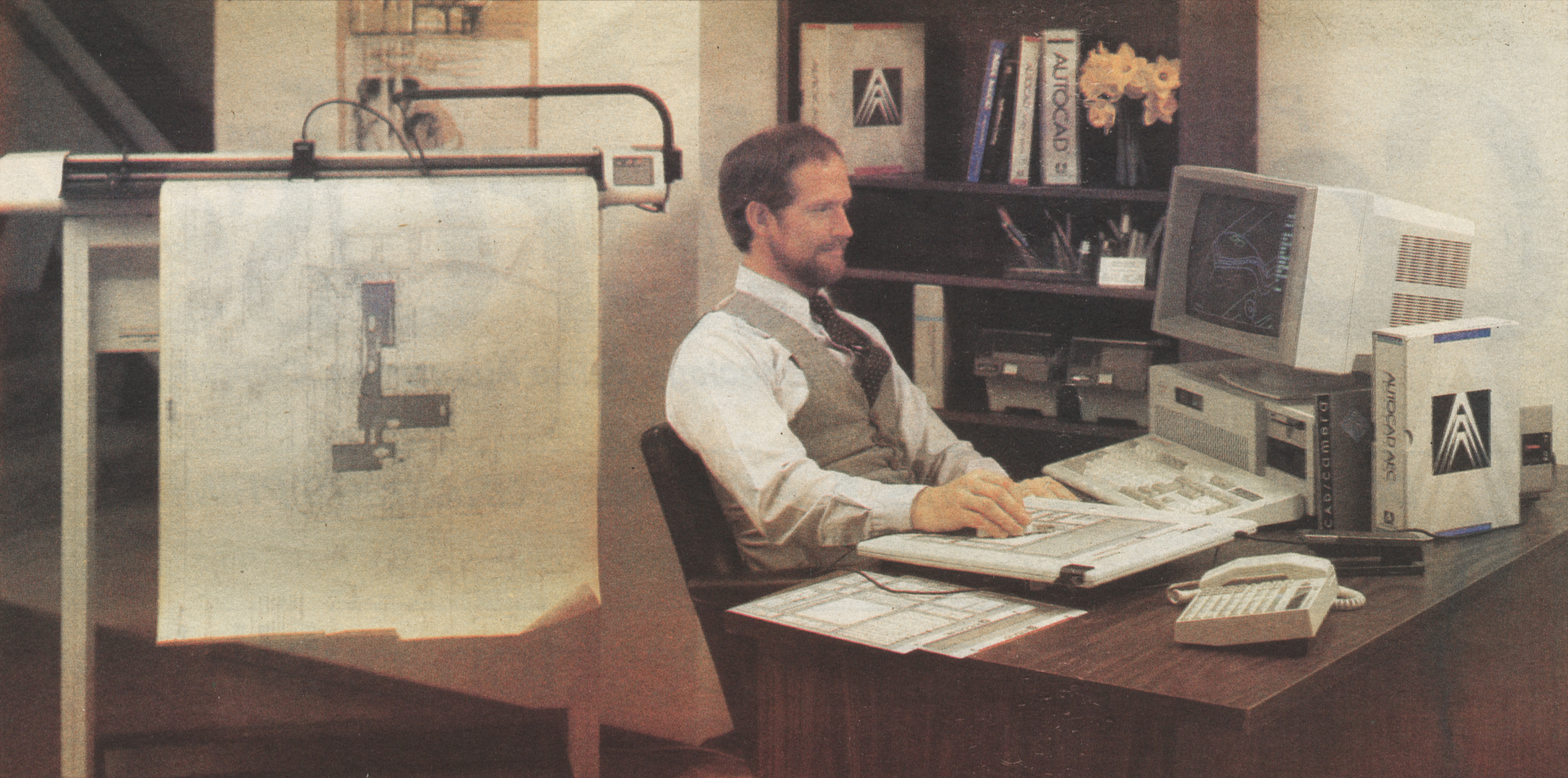
一个男人使用AutoCAD 2.6对一幅学校建筑图进行数字化。

AutoCAD源自于1977年开始的一个程序，然后在1979年发布名为Interact CAD，早期Autodesk文件中也称之为MicroCAD，是由Autodesk联合创始人Michael Riddle成立Autodesk（当时名为Marinchip Software Partners）之前编写的。
Autodesk的第一个版本在1982年的Comdex展示，并于同年12月发布。AutoCAD支持CP/M-80计算机。作为Autodesk的旗舰产品，到1986年3月，AutoCAD已成为全球最普及的CAD程序。 2022年的版本是AutoCAD面向Windows的第36个主要版本和连续第12个面向Mac的版本。AutoCAD的本地文件格式是.dwg。这个格式以及次要的交换文件格式DXF已经成为事实上的CAD数据互操作性标准，尤其适用于2D图纸交换。 AutoCAD还支持由Autodesk开发和推广的.dwf格式，用于发布CAD数据。

## 支持语言
AutoCAD和AutoCAD LT的可用语言包括德文、法文、意大利文、西班牙文、日文、韩文、简体中文、繁体中文、俄文、捷克文、波兰文、匈牙利文、巴西葡萄牙文、丹麦文、荷兰文、瑞典文、芬兰文、挪威文和越南文。各国语言版本文档因上市时间有很大的改变

## 发展过程
- AutoCAD 10.0——1988年11月

开始出现图形界面的对话框，CAD的功能已经比较齐全。
- AutoCAD 11.0——1990年11月
- AutoCAD 12.0——1992年6月

Dos版的顶峰，具有成熟完备的功能，提供完善的AutoLISP语言进行二次开发，许多机械、建筑和电路设计的专业CAD就是在这一版本上开发的。

## 外部連結
- 台灣官網（页面存档备份，存于）